# هایده حائری
هایده حائری (زاده ۲۸ اسفند ۱۳۳۳) بازیگر، نویسنده، کارگردان فیلم، مجری، مترجم و بازیگردان سینما، تئاتر و تلویزیون ایرانی است. وی دختردایی داوود رشیدی است.

## زندگی‌نامه
حائری در سال ۱۳۳۳ در تهران متولد شد. عمه او، طوسی حائری، دومین همسر احمد شاملو بود و نخستین تجربه‌های نمایشی حائری اجرای اشعاری از احمد شاملو در تلویزیون ملی ایران بود. همسر وی علی اکبر صارمی بود که در سال ۹۵ فوت کرد. هایده حائری مدرک کارشناسی و کارشناسی ارشد خود را در رشته تئاتر از دانشگاه «ویلیام پَترسون» نیوجرسی در آمریکا دریافت کرد. او پس از بازگشت به ایران به استخدام دانشگاه فارابی درآمد. شروع فعالیت نمایشی او در ایران از سال ۱۳۶۷ با نمایش «بلیت تئاتر و شش نمایش همراه» بود. داوود رشیدی از طرف پدری پسر عموی پدرش و از طرف مادری پسر دایی مادرش است. هایده حائری در سال ۱۳۴۱ زمانی که هفت سال داشت وارد حرفه بازیگری شد و روی صحنه تئاتر رفت. حائری ۴۰ سال استاد دانشگاه بوده‌است و هم‌اکنون بازنشسته شده‌است. او در سال ۱۳۸۱ موفق به اخذ دکتری در رشته «پژوهش هنر» (گرایش هنرهای نمایشی) از دانشگاه هنر ایران گردید. در سال ۱۳۷۹ حائری اجرای برنامه «آموزش و هنر» را که از شبکه دو پخش می‌شد را بر عهده داشت. کارگردانی، بازیگری در نمایش‌های مختلف، بازیگرانی، داوری چند جشنواره و عضویت در فرهنگستان هنر از دیگر فعالیت‌های هنری وی را تشکیل می‌دهد.در سال ۱۳۸۱ به‌طور اتفاقی متوجه شد که سرطان پستان دارد و هم‌اکنون بهبود یافته‌است.

## فعالیت‌ها
- عضو خانه سینما، کانون ایرانی مدرسان سینما و انجمن بازیگران
- عضو جمعیت زنان مبارزه با آلودگی محیط زیست (از سال ۱۳۷۵)
- عضو فرهنگستان هنر جمهوری اسلامی‌ایران (از سال ۱۳۸۰ تا ۱۳۸۲)

## آثار

### سینما
- نابازیگر (حمیدرضا سنگیان)

- ۱۳۹۱ قصه عشق پدرم (محمدرضا ورزی)[۱۴]
- ۱۳۹۱ چهارباندی (محمدجعفر باقری نیا)
- ۱۳۹۱ گهواره‌ای برای مادر (پناه‌برخدا رضایی)
- ۱۳۹۱ پدرخوانده ناپالی (بابک محمدی) - فیلم تئاتر
- ۱۳۸۹ زبان مادری (قربان محمدپور)
- ۱۳۷۸ دفتری از آسمان (پرویز شیخ‌طادی)
- ۱۳۷۶ روانی (داریوش فرهنگ)
- ۱۳۷۵ بانی چاو (احمدرضا گرشاسبی)
- ۱۳۷۱ بانو (داریوش مهرجویی) با تشکر از
- ۱۳۷۰ برخورد (سیروس الوند)
- ۱۳۶۸ هامون (داریوش مهرجویی) مشاور بازیگری
- ۱۳۶۸ پرواز پنجم ژوئن (علیرضا سمیع آذر)

### تلویزیون
| سال     | نام                          | کارگردان                  | سمت          | توضیحات                                                                                                 |
| ------- | ---------------------------- | ------------------------- | ------------ | --- |
| ۱۳۹۴    | مسابقه ستاره بیست            | فاطمه ثمرقندی             | داور         | شبکه نمایش                                                                                              |
| ۱۳۹۴    | معمای شاه                    | محمدرضا ورزی              | بازیگر       | شبکه ۱ در نقش مادام                                                                                     |
| ۱۳۹۰    | دست بالای دست                | سید محسن یوسفی            | بازیگر       | در نوروز ۱۳۹۱ از شبکه ۳ پخش شد. در نقش فرزانه                                                           |
| ۱۳۹۰    | شاید برای شما هم اتفاق بیفتد | احمد معظمی                | بازیگر       | شبکه ۵ در نقش مادر                                                                                      |
| ۱۳۹۰    | تله فیلم «فرصت دوباره»       | شهره سلطانی               | بازیگر       | شبکه ۵                                                                                                  |
| ۱۳۹۰    | تله فیلم «ناشناس»            | رضا ابوفاضلی              | بازیگر       | شبکه ۲                                                                                                  |
| ۱۳۸۹    | تله فیلم «کبرا ۰۰۱۲»         | مهدی مظلومی               | بازیگر       | شبکه ۵                                                                                                  |
| ۱۳۸۹    | تله فیلم «تصادف ممنوع»       | حجت ذی‌جودی                | بازیگر       | شبکه ۲                                                                                                  |
| ۱۳۸۸    | گاوصندوق                     | مازیار میری               | بازیگر       | شبکه ۳                                                                                                  |
| ۱۳۸۸    | تله فیلم «آخرین مجرد»        | محمدرضا فاضلی             | بازیگر       | شبکه ۳                                                                                                  |
| ۱۳۸۷    | تله فیلم «عید به خانه می‌آید» | حسین لفافیان              | بازیگر       | شبکه ۲ در نقش عمه خانواده                                                                               |
| ۱۳۸۷    | مأمور بدرقه                  | سعید سلطانی               | بازیگر       | شبکه ۵ پخش در ماه رمضان                                                                                 |
| ۱۳۸۷    | آواز در باران                | صدرالدین شجره             | بازیگر       | شبکه ۴                                                                                                  |
| ۱۳۸۵–۸۷ | مرگ تدریجی یک رؤیا           | فریدون جیرانی             | بازیگر       | شبکه ۲ در نقش ناشر                                                                                      |
| ۱۳۸۶    | تله فیلم «هندونه شب یلدا»    | سعید آقاخانی              | بازیگر       | شبکه ۱                                                                                                  |
| ۱۳۸۵    | بایرام                       | مسعود نوابی               | بازیگر       | شبکه ۲                                                                                                  |
| ۱۳۸۵    | صاحبدلان                     | محمدحسین لطیفی            | بازیگر       | در رمضان ۱۳۸۵ از شبکه ۱ پخش شد. در نقش هنگامه                                                           |
| ۱۳۸۵    | بی مقدمه                     | افشین اربابی              | بازیگر       | کارگردان هنری: حسین کیانی                                                                               |
| ۱۳۸۵    | ما چند نفر                   | فیاض موسوی                | بازیگر       | شبکه ۱                                                                                                  |
| ۱۳۸۴    | بوی گل‌های وحشی               | حسینعلی لیالستانی         | بازیگر       | در سال ۱۳۸۵ از شبکه ۲ پخش شد                                                                            |
| ۱۳۸۴    | تله فیلم «مسافر»             | محمد دستگردی              | بازیگر       | شبکه ۱                                                                                                  |
| ۱۳۸۳–۸۴ | مروارید سرخ                  | مسعود رسام شاپور قریب     | بازیگر       | این سریال در آغاز «بادبان‌ها» نام داشت که چند قسمت اول آنرا شاپور قریب ساخته‌است و از شبکه ۵ پخش می‌شد.    |
| ۱۳۸۳    | فرار بزرگ                    | محمدحسین لطیفی            | بازیگر       | شبکه ۳                                                                                                  |
| ۱۳۸۳    | هنگامه                       | مجید جوانمرد              | بازیگر       | شبکه ۱ در نقش پروانه                                                                                    |
| ۱۳۸۲    | رؤیای ناتمام                 | جواد اردکانی              | بازیگر       | شبکه ۲ پخش در ماه رمضان                                                                                 |
| ۱۳۸۲    | این سه نفر                   | اصغر توسلی                | بازیگر       | شبکه ۳                                                                                                  |
| ۱۳۸۱    | پاورچین                      | مهران مدیری               | بازیگر       | شبکه ۵ در نقش مادر مهتاب                                                                                |
| ۱۳۸۱    | سفر سبز                      | محمدحسین لطیفی            | بازیگر       | شبکه ۳ در نقش خاله ژنی                                                                                  |
| ۱۳۸۰    | چراغ‌های خاموش                | کاظم بلوچی                | بازیگر       | در ماه رمضان ۱۳۸۰ از برنامه کودک و نوجوان شبکه ۱ پخش می‌شد.                                              |
| ۱۳۸۰    | آخرین روزهای شاد بودن        | حجت قاسم‌زاده اصل          | بازیگر       | شبکه ۱                                                                                                  |
| ۱۳۸۰    | روزهای آرزو                  | شاهرخ حمیدی‌مقدم           | بازیگر       | شبکه ۱                                                                                                  |
| ۱۳۷۹–۸۰ | آموزش و هنر                  | احمد آسوده                | مجری         | شبکه ۲                                                                                                  |
| ۱۳۷۹–۸۰ | پدر خاک                      | نادر کجوری                | بازیگر       | شبکه ۲                                                                                                  |
| ۱۳۷۹–۸۰ | همسفر                        | قاسم جعفری                | بازیگر       | شبکه ۳                                                                                                  |
| ۱۳۷۹–۸۰ | فاصله‌های کوتاه               |                           | بازیگر       | شبکه ۳                                                                                                  |
| ۱۳۷۹–۸۰ | پلیس جوان                    | سیروس مقدم                | بازیگر مهمان | شبکه ۳ در نقش زن همسایه                                                                                 |
| ۱۳۷۸    | داستان یک شهر                | اصغر فرهادی               | بازیگر مهمان | شبکه ۵ در نقش پورمسعود                                                                                  |
| ۱۳۷۸    | قصه‌های شهرک سینمایی          | بهزاد محمدی               | بازیگر       | شبکه ۳                                                                                                  |
| ۱۳۷۷    | مجتمع مسکونی فرخ و فرج       | اصغر فرهادی               | بازیگر       | در نوروز ۱۳۷۸ از شبکه ۲ پخش شد.                                                                         |
| ۱۳۷۷    | چشم‌به‌راه                     | اصغر فرهادی               | بازیگر       | شبکه ۵                                                                                                  |
| ۱۳۷۷    | به سوی افتخار                | سیروس مقدم                | بازیگر       | شبکه ۳                                                                                                  |
| ۱۳۷۷    | گل من گلی                    | قاسم جعفری                | بازیگر       | شبکه ۵                                                                                                  |
| ۱۳۷۷    | تله تئاتر «ارزش»             | حسین فرخی                 | بازیگر       | شبکه ۵                                                                                                  |
| ۱۳۷۶–۷۷ | فردا دیر است                 | حسن فتحی                  | بازیگر مهمان | شبکه ۳                                                                                                  |
| ۱۳۷۶    | گالری ۹                      | غلامرضا رمضانی            | بازیگر       | شبکه ۵ در نقش مادر امیر و نگار                                                                          |
| ۱۳۷۵–۷۶ | سیاه، سفید، خاکستری          | سیامک شایقی               | بازیگر       | شبکه ۲                                                                                                  |
| ۱۳۷۵    | معین پزشک                    | احمدرضا گرشاسبی           | بازیگر       | این مجموعه تلویزیونی از شبکه ۲ پخش شد و نسخه سینمایی آن تحت عنوان «بانی چاو» در سینماها به نمایش درآمد. |
| ۱۳۷۵    | خانه در سنگ                  | احمدرضا گرشاسبی           | بازیگر       | شبکه ۲                                                                                                  |
| ۱۳۷۵    | هوای تازه                    | محمد رحمانیان حسن فتحی    | بازیگر       | شبکه ۳ در نقش سالاری                                                                                    |
| ۱۳۷۴    | ماه مهربان                   | بهروز بقایی               | بازیگر       | اولین سریال شبکه ۵                                                                                      |
| ۱۳۷۳    | خاطره‌ها                      | داریوش مؤدبیان            | بازیگر       | شبکه ۱                                                                                                  |
| ۱۳۷۱    | یک سؤال و چند جواب           | حسین فردرو                | بازیگر       | آیتمهای نمایشی با مضمون مسائل آموزشی خانواده‌ها که از شبکه ۲ پخش می‌شد.                                   |
| ۱۳۷۰    | شما بگوئید چه کنم؟           | حسین فردرو                | بازیگر       | آیتمهای نمایشی با مضمون مسائل آموزشی خانواده‌ها که از شبکه ۲ پخش می‌شد.                                   |
| ۱۳۷۰    | مش‌خیرالله صندوقچه اسرار      | داریوش مؤدبیان حسین فردرو | بازیگر       | بازی در اپیزود «شتر و پنبه دانه»                                                                        |
| ۱۳۶۹–۷۰ | تعطیلات نوروزی               | خسرو ملکان                | بازیگر       | در نوروز ۱۳۷۱ از شبکه ۱ پخش شد.                                                                         |
| ۱۳۶۹    | عطر گل یاس                   | بهمن زرین‌پور              | بازیگر       | شبکه ۱                                                                                                  |
| ۱۳۶۵    | گرگ‌ها                        | سید داود میرباقری         | بازیگر       | شبکه ۱ در نقش مرجان                                                                                     |
| ۱۳۶۲    | تله فیلم «دسیسه»             | داریوش مؤدبیان حسین فردرو | بازیگر       | شبکه ۱ در نقش پرستار                                                                                    |

### شبکه نمایش خانگی
فیلم ویدئویی
- ۱۳۹۲ «ارثیه پرماجرا» (رسول محمدی)[۱۶]
- ۱۳۹۴ «بدهکاران به بهشت نمی‌روند» (بهمن گودرزی)

### تئاتر
کارگردانی
- پادشاه و زن راه نشین؛ تالار انجمن فرهنگی ایران و هند ۱۳۵۷
- با کار و اندیشه پیروز میشیم همیشه؛ تهران، تئاتر کوچک، ۱۳۶۳
- یک بلیط تئاتر و شش نمایش همراه؛ تهران، تئاتر شهر، ۱۳۶۷
- رام کردن زن سرکش؛ تئاتر شهر، ۱۳۶۸
- بپا از اتوبوس جا نمونی؛ ۱۳۸۹
- یک تا ده دقیقه؛ ۱۳۹۱
- میهن نامه؛ ۱۳۹۳

بازیگری
- صعود مقاومت پذیر آرتور و توئی (مجید جعفری) - تئاتر شهر ۱۳۷۸
- هتل پلازا - ۱۳۸۵
- کهنه ننوی مادر - ۱۳۸۵
- برو شیپور خودتو بزن - جشنواره تئاتر فجر ۱۳۹۰
- پدر خوانده ناپالی - فیلم تئاتر ۱۳۹۱
- مرغ سحر - خانه هنرمندان ۱۳۹۱
- رنج نامه ترنم بانو - تئاتر شهر ۱۳۹۳

نمایشنامه خوانی
- ارثیه، ۱۳۹۲
- آه پدر بیچاره، مامان تو را در گنجه آویزان کرده و من خیلی دلم گرفته، ۱۳۸۴

### مترجم
- یک تا ده دقیقه، ۱۳۹۱
- بپا از اتوبوس جا نمونی، ۱۳۸۹
- جایگاه تجربه در تئاتر، ۱۳۸۵
- عشق لرزه

## جوایز و افتخارات
- (کهنه و ننوی مادر) برنده جایزه ویژه هیئت داوران به لحاظ خلاقیت و نوآوری و مهارت در نخستین جشنواره‌های تک نفره، فرهنگسرای نیاوران